# 全紅嬋
全 紅嬋（ぜん こうせん、簡体字: 全红婵; 拼音: Quán Hóngchán、2007年3月28日 - ）は、中国の飛込競技選手。2020年東京オリンピックの女子10m高飛込、2024年パリオリンピックの女子10m高飛込・女子10mシンクロ高飛込金メダリスト。

## 生い立ち
2007年3月28日に中国の広東省湛江市麻章区で農家の5人兄弟の3人目として生まれた。2014年7月に飛込競技のトレーニングを始めた。全紅嬋は「勉強は得意ではなかったが、飛込には自信をもつようになった」と述べた。

## 経歴
2020年10月、13歳の時に全国飛込選手権の10m高飛込で優勝した。
2020年東京オリンピックには中国選手団の最年少選手として参加した。2021年8月5日、女子10m高飛込では総合466.20点で金メダルを獲得し、2008年北京オリンピックで陳若琳が記録した447.70点という従来のオリンピック記録を更新した。5回の演技のうち3回は完璧な内容で、そのうち2回は7人の審査員全員が10点満点をつけた。
2021年中華人民共和国全国運動会では広東省代表として団体戦で金メダルを獲得した。
2022年世界水泳選手権では10mシンクロ高飛込と混合団体で金メダルを獲得した。個人の10m高飛込では銀メダルを獲得した。
2023年に杭州市で開催された2022年アジア競技大会では10m高飛込で金メダルを獲得し、陳芋汐との10mシンクロ高飛込でも金メダルを獲得した。
2024年パリオリンピックでは陳芋汐との10mシンクロ高飛込で金メダルを獲得し、個人の10m高飛込でも金メダルを獲得した。

## 人物
母親の病気を治療するための費用を稼ぐことがモチベーションになっていると話している。
暇な時間には『PUBG』や『王者栄耀』などのコンピュータゲームをプレイしている。また、スパイシーな菓子を食べたりクレーンゲームで遊んだりすることが好きで、将来の夢は地元でスーパーマーケットを運営することであると述べた。